# Podamirowo
Podamirowo – osada wsi Dobiesławiec, położona w województwie zachodniopomorskim, w powiecie koszalińskim, w gminie Będzino, nad południowo-zachodnim brzegiem jeziora Jamno.
W latach 1950–1998 Podamirowo należała do woj. koszalińskiego.
Dawniej osada rolnicza, obecnie ośrodek turystyczny i agroturystyczny.
Oddalona o ok. 3 km od głównej drogi, połączenia wodne do pobliskiego Mielna i Unieścia. Rozbudowane przystanie i kanały żeglarskie oraz pomosty wędkarskie.
Teren Podamirowa znajduje się w obszarze chronionego krajobrazu Koszalińskiego Pasa Nadmorskiego.
Ok. 1 km na południowy zachód od Podamirowa do jeziora uchodzi struga Strzeżenica.